# 마리 안 망시니

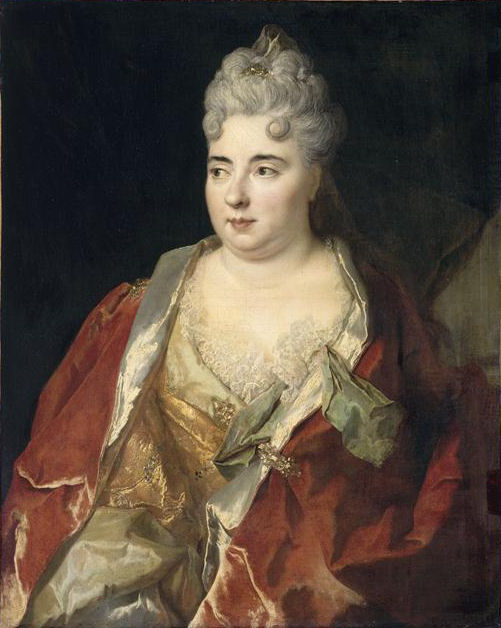
마리 안 망시니

마리아 안나 만시니, 또는 마리 안 망시니(이탈리아어: Maria Anna Mancini, 프랑스어: Marie Anne Mancini 1649년 로마~ 1714년 6월 20일)는 이탈리아 출신의 프랑스 귀족으로 뒤에 부용 공작 부인으로 불린다.

## 약력
마리 안 망시니는 로렌초 만시니와 지롤라마 마차리니 사이에서 8명의 남매 중 막내로 태어났다. 그녀의 어머니는 프랑스의 쥘 마자랭 수상의 여동생이며, 마자랭 수상은 망시니 자매의 외숙부가 된다. 그녀는 망시니 5 자매 중 막내로, 그녀의 언니는 로라, 올랭피아, 마리, 그리고 오르탱스가 있다. 그들은 아름다움과 총명함으로 유명하였고, 일찍이 삼촌을 따라 프랑스 궁정에 입성하였다.
마리 안은 1662년 4월 19일, 튀렌의 조카이자, 부용의 공작인 모리스 고드프로와 드 라 투르 드아우베르와 결혼한다. 그 사이에서 루이, 마리에 엘리자베스, 엠마뉴엘 테오도스, 외젠 모리스, 프레데리크 쥘, 앙리 루이스, 루이즈 줄리 드 라 투르 아우베르 등 7명의 자녀를 두었다.
마리 안은 그녀의 언니 로라가 죽은 후, 조카 2명을 대신 맡아 길렀다. 그들 중 한명은 유명한 장군이 루이 조셉 방돔 공작이다. 마리 안은 그녀의 문학적 추구와 장 드 라 퐁텐의 후원자로 기억된다.
그녀는 악명높은 독약 사건에 연루되어, 남편인 부용 공작을 살해하려고 했다고 비난받는다. 그러나 언니인 오랭피아가 궁정에서 물러나게 된 것과는 달리, 마리 안은 다시 원위치로 돌아왔다.

## 참고 문헌
- Pierre Combescot, Les Petites Mazarines, 1999, Grasset/Livre de Poche. ISBN 2-253-14982-9

## 참고 링크
- 망시니 집안의 가계도 보관됨 2007-10-16 - archive.today
- 부용 공작가의 역사
- 초상화, 초상화